# Melrose (Wielka Brytania)
Melrose (gael. Maolros) – miasto w Szkocji w hrabstwie Scottish Borders (historycznie w Roxburghshire), usytuowane nad brzegiem rzeki Tweed. Nazwa "Melrose" pochodzi z gaelickiego mail-rhos , co można przetłumaczyć jako "łyse wrzosowisko".

## Historia
Pierwotnie miasto nosiło nazwę Fordel. Położone kilka mil dalej opactwo Melrose uległo zniszczeniu w 839. W 1136 roku cysterscy mnisi postanowili je odbudować bliżej obecnej osady co wpłynęło na późniejszą zmianę nazwy miejscowości. W XIV w. oraz w latach czterdziestych XVI wieku miasto wielokrotnie cierpiało z powodu inwazji wojsk angielskich. Postępująca reformacja wpłynęła na zamknięcie opactwa  w 1560 roku. W tym czasie Melrose było już znanym centrum produkcji wełny i lnu.

## Zabytki
W Melrose znajdują się ruiny opactwa Melrose, gdzie ma znajdować się serce króla Szkocji Roberta I Bruce'a. W pobliżu Melrose znajdują się też rzymskie fortyfikacje Trimontium i opactwo Dryburgh. W epoce żelaza pobliskie wzgórza Eildon zamieszkiwało plemię Votadini. Wielka forteca na pobliskim wzgórzu jest pozostałością po tamtych czasach. Król Artur jest także pochowany na wzgórzach. Kilka mil na zachód od miasta znajduje się Abbotsford House, posiadłość wiejska Waltera Scott.